# Língua bangala
O bangala é uma língua bantu falada no nordeste da República Democrática do Congo, no Sudão do Sul e no extremo oeste de Uganda. O bangala é usado como língua franca por diferentes tribos e raramente é falado como primeira língua. O número estimado de falantes dessa língua varia entre 2 e 3,5 milhões. O bangala é falado a leste e a nordeste da área onde o lingala é falado. 

## História
Com a expansão do lingala na região, seu vocabulário foi substituído em grande parte pelo léxico de outras línguas regionais e assim se tornou uma espécie de interlíngua (uma língua resultante da mistura de duas ou mais línguas) e foi classificado como uma língua separada – bangala. O vocabulário do bangala varia dependendo da primeira língua dos falantes.
Por volta dos anos 1980, com a crescente popularidade do lingala, os jovens das cidades grandes começaram a adotar o uso do lingala no cotidiano a ponto de o bengala se tornar mais um dialeto que uma língua separada em si.